# Mariana Elizabet Morales
Mariana Elizabet Morales (La Banda, Argentina, 16 de octubre de 1985) es una abogada y política argentina.

## Reseña biográfica
Mariana Elizabet Morales nació en La Banda el 16 de octubre de 1985. Se encontraba desempleada cuando quedó embarazada de su primera hija y buscó una oportunidad laboral inscribiéndose para ser beneficiaria del Plan Argentina Trabaja en la Municipalidad de La Banda. Ingresó en la cooperativa de trabajo Presidentes Argentinos de dicha ciudad, realizando tareas de limpieza de espacios públicos y barriales. En paralelo, pudo costearse y finalizar la carrera de derecho en la Universidad Católica de Santiago del Estero, recibiéndose de abogada en 2012. Comenzó a militar en el Frente Renovador, liderado en la provincia por Pablo Mirolo y en el país por Sergio Massa. Llegó a ser secretaria de gobierno de la Municipalidad de La Banda.
En las elecciones legislativas de 2015 se postuló para diputada nacional, ocupando el segundo lugar en la lista de Unidos por una Nueva Alternativa (UNA) en la provincia, alianza formada por Sergio Massa y el entonces gobernador de Córdoba, José Manuel de la Sota. Con el 19,17% de los votos, UNA quedó segunda y logró un escaño, siendo elegido como diputado nacional Pablo Mirolo, quien encabezaba la lista. Sin embargo, Mirolo renunció a su banca y nunca asumió, permitiendo automáticamente que Mariana Morales asumiera en su lugar en la cámara baja. Juró el cargo el 4 de diciembre de ese año.
En junio de 2018, durante el primer intento de aprobar la Ley de Interrupción Voluntaria del Embarazo en el Congreso de la Nación, votó en contra de sancionar dicha norma. No logró renovar su banca en las elecciones legislativas de 2019, ya que se postuló en tercer lugar dentro de la lista del Frente de Todos en la provincia. La misma obtuvo solo un escaño con el 21,88% de los votos, quedando electa Estela Mary Neder. Finalizó su mandato como diputada nacional en diciembre de ese año.
En 2020, fue designada por el ministro de Transporte de la Nación, Mario Meoni, como directora de la Comisión Nacional de Regulación del Transporte (CNRT) en la región NOA.
En 2021 fue elegida diputada provincial de Santiago del Estero por el Frente Renovador y Progresista. Juró el cargo el 6 de diciembre de ese año. En dicha sesión preparatoria, se opuso enérgicamente a la asunción de Eduardo «Chabay» Ruiz como diputado provincial, condenado por abuso sexual contra una mujer. Morales realizó la lectura de todas las agrupaciones, asociaciones y demás referentes políticos a nivel provincial y nacional, que expresaron su adhesión al pedido de rechazo del diputado Ruiz. Finalmente Ruiz no asumió.